# Imrich Solčán
Imrich Solčán (28. ledna 1947 – duben 2012 Nové Zámky) byl československý fotbalista, útočník.

## Fotbalová kariéra
V československé lize hrál za TŽ Třinec a LIAZ Jablonec. Dal 17 ligových gólů. V nižších soutěžích hrál i za AC Nitra.

## Ligová bilance
| Ročník                                   | Zápasy | Góly | Minuty | Klub          |
| ---------------------------------------- | ------ | ---- | ------ | ------------- |
| 2. československá fotbalová liga 1970/71 | -      | -    | -      | AC Nitra      |
| 1. československá fotbalová liga 1970/71 | 15     | 1    | 1 218  | TŽ Třinec     |
| 1. československá fotbalová liga 1971/72 | 29     | 8    | 2 558  | TŽ Třinec     |
| 1. československá fotbalová liga 1972/73 | 29     | 5    | 2 511  | TŽ Třinec     |
| 2. československá fotbalová liga 1973/74 | -      | 4    | -      | TŽ Třinec     |
| 1. československá fotbalová liga 1974/75 | 27     | 3    | 2 160  | LIAZ Jablonec |
| 1. československá fotbalová liga 1975/76 | 3      | 0    | 190    | LIAZ Jablonec |
| CELKEM 1. liga                           | 103    | 17   | 8 636  |               |